# 밀리차 만디치
밀리차 만디치(세르비아어: Милица Мандић, 1991년 12월 6일~)는 세르비아의 태권도 선수이다. 2012년 하계 올림픽 여자 태권도 +67kg급에 출전하여 프랑스의 안카롤린 그라프를 9-7로 꺾고 금메달을 땄다. 이는 세르비아가 올림픽에서 딴 첫 금메달이다.